# Félix és Rose – Szerelmi légott
A Félix és Rose – Szerelmi légott (angol cím: Jet Lag, francia cím: Décalage Horaire) 2002-ben bemutatott francia romantikus filmvígjáték Juliette Binoche és Jean Reno főszereplésével. A Karácsonyi kavarodás (1999) után ez a második film, amelyet Danièle Thompson rendezett.
A filmet Franciaországban 2002. október 30-án mutatták be, Magyarországon 2003. május 22-én a SPI forgalmazásában.
Egy megviselt üzletember és egy szökésben lévő kozmetikus összetalálkozik egy párizsi repülőtéren. A szerelem beköszönt kettejük között, minden nehézség ellenére.

## Cselekmény
Két idegen a Párizs-Charles de Gaulle repülőtéren találkoznak (egy mobiltelefon-kölcsönzésen), amikor a párizsi reptéri sztrájk és a rossz időjárás miatt törlik a járataikat. Rose megszállottja a külsejének és a sminkjének, gyenge és túlságosan együttérző azokkal, akiket szeret, de szókimondó és beszédes.  Felix egykori szakács, aki most a fagyasztott ételek királya az Egyesült Államokban, stresszes, előítéletes és esetlen.
Rose kozmetikusként keres új életet egy mexikói Acapulco luxusszállodában, távol bántalmazó partnerétől, Sergiótól, míg Felix Münchenbe utazik, hogy nagymamája temetésén újra találkozzon volt barátnőjével, aki újra felpezsdítette életét.
Mindkettőjüknek nehéz kapcsolata volt a szüleikkel - Rose-nak a birtokló, hipochonder anyjával, Felixnek az apjával, aki konzervatív szakács, és nem hajlandó elismerni fia kulináris elképzeléseit.
Miközben e szerencsétlen társak útjai keresztezik egymást a Charles de Gaulle várótermei és a Hilton Hotel egyetlen szabad szobája között, vicces, cinikus, őszinte, maró, barátságos és romantikus párbeszéd alakul ki. A kiderülő igazságok arra kényszerítik őket, hogy szembenézzenek önmagukkal, neurózisaikkal és bizonytalan jövőjükkel.

## Szereplők
- Juliette Binoche (m.h. Györgyi Anna – Rose
- Jean Reno (m.h. Berzsenyi Zoltán) – Félix
- Sergi López (m.h. Németh Gábor)– Sergio
- Scali Delpeyrat –  orvos
- Karine Belly – Air France légiutas-kísérő
- Félix apja – Raoul Billerey
- Nadège Beausson-Diagne – Roissy-i utas
- Alice Taglioni – földi utaskísérő
- Jérôme Keen – portás
- Sébastien Lalanne – pultos
- Michel Lepriol – pincér
- M’bembo – postai alkalmazott
- Laurence Colussi – hostess
- Lucy Harrison – hostess
- Rebecca Steele – hostess

## Filmkészítés
Danièle Thompson eredetileg a Miramax Films számára írta a forgatókönyvet az 1990-es évek elején, és Isabelle Adjani lett volna a főszereplője az angol nyelvű változatnak.
Thompson 2001. szeptember 11. előtt kapott engedélyt arra, hogy a párizsi Charles de Gaulle repülőtéren forgathasson. A terrortámadások után az engedélyt visszavonták. Thompson ezután engedélyt kapott a Lourdes-i repülőtér használatára, de nem volt meggyőződve arról, hogy a nézők elhinnék, hogy az a Charles de Gaulle repülőtér lenne. Végül sikerült 10 forgatási napra bejutnia Párizsba. A többit a díszleteken és a Libby repülőtéren forgatták.
Az anya és fia, Danièle Thompson és Christophe Thompson írópáros második közös munkája az 1999-es Karácsonyi kavarodás című film után.

## Elismerések
| Díj / Filmfesztivál | Kategória                        | Díjazottak és jelöltek | Eredmény |
| ------------------- | -------------------------------- | ---------------------- | -------- |
| César-díj           | César-díj a legjobb színésznőnek | Juliette Binoche       | Jelölve  |

## Fordítás
- Ez a szócikk részben vagy egészben  a   Jet Lag (film) című angol Wikipédia-szócikk fordításán alapul.  Az eredeti cikk szerkesztőit annak laptörténete sorolja fel. Ez a jelzés csupán a megfogalmazás eredetét és a szerzői jogokat jelzi, nem szolgál a cikkben szereplő információk forrásmegjelöléseként.
- Ez a szócikk részben vagy egészben  a   Décalage horaire (film) című francia Wikipédia-szócikk fordításán alapul.  Az eredeti cikk szerkesztőit annak laptörténete sorolja fel. Ez a jelzés csupán a megfogalmazás eredetét és a szerzői jogokat jelzi, nem szolgál a cikkben szereplő információk forrásmegjelöléseként.